# Lista cântecelor din Hannah Montana
Aceasta este o listă a cântecelor din serialul Hannah Montana de pe Disney Channel. Majoritatea sunt cântate de Hannah Montana, alter-egoul lui Miley Cyrus.

## Primul sezon: 2006–2007
| Titlu                                        | Autor(i)                                 | Prima apariție                                 | Ultima apariție                                                | Ref.  |
| -------------------------------------------- | ---------------------------------------- | ---------------------------------------------- | -------------------------------------------------------------- | ----- |
| "The Best of Both Worlds"                    | Matthew Gerrard Robbie Nevil             | 1. "Lilly, Do You Want to Know a Secret?"      | 26. "Bad Moose Rising"                                         | [ 1 ] |
| "This Is the Life"                           | Jennie Lurie Shari Short                 | 1. "Lilly, Do You Want to Know a Secret?"      | 13. "You're So Vain, You Probably Think This Zit is About You" | [ 1 ] |
| "Just Like You"                              | Adam Watts Andy Dodd                     | 2. "Miley Get Your Gum"                        | 5. "It's My Party and I'll Lie if I Want To"                   | [ 1 ] |
| "Pumpin' Up the Party"                       | Jamie Houston                            | 3. "She's a Supersneak"                        | 24. "The Idol Side of Me"                                      | [ 1 ] |
| "The Other Side of Me"                       | Matthew Gerrard Robbie Nevil             | 4. "I Can't Make You Love Hannah If You Don't" | 24. "The Idol Side of Me"                                      | [ 1 ] |
| "Who Said"                                   | Matthew Gerrard Robbie Nevil Jay Landers | 10. "Oh Say, Can You Remember the Words?"      | 26. "Bad Moose Rising"                                         | [ 1 ] |
| "I Want My Mullet Back"[A] (Billy Ray Cyrus) | Billy Ray Cyrus                          | 12. "On the Road Again?"                       | N/A                                                            | N/A   |
| "If We Were a Movie"[B]                      | Jennie Lurie Holly Mathis                | 16. "Good Golly, Miss Dolly"                   | 21. "My Boyfriend's Jackson and There's Gonna Be Trouble"      | [ 1 ] |
| "Stand"[A] (Billy Ray Cyrus)                 | Andy Dodd Adam Watts                     | 17. "Torn Between Two Hannahs"                 | N/A                                                            | N/A   |
| "I Got Nerve"                                | Jennie Lurie Ken Hauptman Aruna Abrams   | 22. "We Are Family---Now Get Me Some Water!"   | N/A                                                            | [ 1 ] |
| "Rockin' Around the Christmas Tree"[C]       | Johnny Marks                             | N/A                                            | N/A                                                            | N/A   |

## Sezonul doi: 2007–2008
| Titlu                                                                                          | Autor(i)                                       | Prima apariție                                     | Ultima apariție                          | Ref.  |
| ---------------------------------------------------------------------------------------------- | ---------------------------------------------- | -------------------------------------------------- | ---------------------------------------- | ----- |
| "Make Some Noise"                                                                              | Andy Dodd Adam Watts                           | 1. "Me and Rico Down by the School Yard"           | 14. "Everybody Was Best-Friend Fighting" | [ 3 ] |
| "My Kids Are All Gone"[D] (Billy Ray Cyrus)                                                    | N/A                                            | 1. "Me and Rico Down by the School Yard"           | N/A                                      | N/A   |
| "True Friend"                                                                                  | Jeannie Lurie                                  | 2. "Cuffs Will Keep Us Together"                   | 26. "Yet Another Side of Me"             | [ 3 ] |
| "One in a Million"                                                                             | Toby Gad Negin Djafari                         | 3. "You Are So Sue-able to Me"                     | 26. "Yet Another Side of Me"             | [ 3 ] |
| "I Miss You" (Miley Cyrus)                                                                     | Miley Cyrus Wendi Foy Green Brian Green        | 3. "You Are So Sue-able to Me"                     | 3. "You Are So Sue-able to Me"           | [ 3 ] |
| "Nobody's Perfect"                                                                             | Matthew Gerrard Robbie Nevil                   | 4. "Get Down Study-udy-udy"                        | 22. "(We're So Sorry) Uncle Earl"        | [ 3 ] |
| "Bone Dance"[E] (Miley Cyrus)                                                                  | N/A                                            | 4. "Get Down Study-udy-udy"                        | N/A                                      | N/A   |
| "Life's What You Make It"[F]                                                                   | Matthew Gerrard Robbie Nevil                   | 5. "I Am Hannah, Hear Me Croak"                    | 28. "Joannie B. Goode"                   | [ 3 ] |
| "You and Me Together"[G] (Miley Cyrus and Brooke Shields)                                      | N/A                                            | 5. "I Am Hannah, Hear Me Croak"                    | N/A                                      | N/A   |
| "Cheese Jerky"[D] (Jason Earles and Mitchel Musso)                                             | N/A                                            | 9. "Achy Jakey Heart, Part 1"                      | N/A                                      | N/A   |
| "Bigger Than Us"                                                                               | Antonina Armato Tim James                      | 11. "Sleepwalk This Way"                           | 15. "Song Sung Bad"                      | [ 3 ] |
| "Old Blue Jeans" (Miley Cyrus)                                                                 | Michael Bradford Pam Sheyne                    | 12. "When You Wish You Were The Star"              | 23. "The Way We Almost Weren't"          | [ 3 ] |
| "We're Walking Down the Beach Because We're Mega Stars"[D] (Mitchel Musso and Jesse McCartney) | N/A                                            | 12. "When You Wish You Were The Star"              | N/A                                      | N/A   |
| "If Cupid Had a Heart"[H] (Julie Griffin, lip-synced by Selena Gomez)                          | N/A                                            | 13. "I Want You to Want Me... to Go to Florida"    | N/A                                      | N/A   |
| "Ready, Set, Don't Go"[I] (Billy Ray Cyrus)                                                    | Billy Ray Cyrus Casey Beathard                 | 13. "I Want You to Want Me... to Go to Florida"    | N/A                                      | N/A   |
| "We Got the Party"[J] (featuring the Jonas Brothers)                                           | Kara DioGuardi Greg Wells                      | 16. "Me and Mr. Jonas and Mr. Jonas and Mr. Jonas" | N/A                                      | [ 5 ] |
| "Rock Star"                                                                                    | Aristedis Archoritis Jeannie Lurie Chen Neeman | 21. "Bye Bye Ball"                                 | 22. "(We're So Sorry) Uncle Earl"        | [ 3 ] |
| "Life's What You Make It"[F] (Miley Cyrus and Joey Fatone)                                     | Matthew Gerrard Robbie Nevil                   | 21. "Bye Bye Ball"                                 | N/A                                      | N/A   |
| "I Used to be a Nice Girl"[H]                                                                  | N/A                                            | 26. "Yet Another Side of Me"                       | N/A                                      | N/A   |
| "If We Were a Movie"[B] (featuring Corbin Bleu)                                                | Jennie Lurie Holly Mathis                      | 29. "We're All on This Date Together"              | N/A                                      | N/A   |
| "You and Me Together"[G]                                                                       | Jamie Houstin                                  | N/A                                                | N/A                                      | [ 3 ] |
| "We Got the Party"[J]                                                                          | Kara DioGuardi Greg Wells                      | N/A                                                | N/A                                      | [ 3 ] |

## Sezonul trei: 2008–2010
| Titlu                                                       | Autor(i)                                                                                              | Prima apariție                               | Ultima apariție                                 | Ref.  |
| ----------------------------------------------------------- | --- | -------------------------------------------- | ----------------------------------------------- | ----- |
| "Let's Get Crazy"                                           | Colleen Fitzpatrick Michael Kotch Dave Derby Michael "Smidi" Smith Stefanie Ridel Mim Nervo Liv Nervo | 1. "He Ain't a Hottie, He's My Brother"      | 24. "Judge Me Tender"                           | [ 6 ] |
| "Let's Make This Last 4Ever" (Mitchel Musso)                | Justin Gray Michael Raphael Sam Musso Mitchel Musso                                                   | 7. "You Gotta Lose That Job"                 | N/A                                             | [ 6 ] |
| "Supergirl"[K]                                              | Dan James Kara DioGuardi                                                                              | 8. "Welcome to the Bungle"                   | 17. "Miley Hurt the Feelings of the Radio Star" | [ 6 ] |
| "Super Carrot"[E] (Miley Cyrus)                             | N/A                                                                                                   | 8. "Welcome to the Bungle"                   | N/A                                             |       |
| "Let's Do This"                                             | Derek George Tim Owens Adam Tefteller Ali Theodore                                                    | 9. "Papa's Got a Brand New Friend"           | 24. "Judge Me Tender"                           | [ 6 ] |
| "Single Dad Blues"[L] (Billy Ray Cyrus)                     | N/A                                                                                                   | 10. "Cheat It"                               | N/A                                             |       |
| "Ice Cream Freeze (Let's Chill)"                            | Matthew Gerrard Robbie Nevil                                                                          | 11. "Knock Knock Knockin' on Jackson's Head" | N/A                                             | [ 6 ] |
| "I Wanna Know You"[M] (featuring David Archuleta)           | Chen Neeman Jeannie Lurie Aris Archontis                                                              | 14. "Promma Mia"                             | N/A                                             | [ 6 ] |
| "He Could Be the One"                                       | Kara DioGuardi Mitch Allan                                                                            | 18. "He Could Be the One"                    | N/A                                             | [ 6 ] |
| "Don't Wanna Be Torn"                                       | Kara DioGuardi Mitch Allan                                                                            | 18. "He Could Be the One"                    | N/A                                             | [ 6 ] |
| "I'm Just Having Fun"[E]                                    | N/A                                                                                                   | 18. "He Could Be the One"                    | N/A                                             |       |
| Untitled Narrative Songs[N] (Jason Earles and Moises Arias) | N/A                                                                                                   | 18. "He Could Be the One"                    | N/A                                             |       |
| "It's All Right Here"                                       | Antonina Armato Tim James                                                                             | 19. "Super(stitious) Girl"                   | N/A                                             | [ 6 ] |
| "Let's Do This"[O] (Mitchel Musso)                          | Derek George Tim Owens Adam Tefteller Ali Theodore                                                    | 24. "Judge Me Tender"                        | N/A                                             |       |
| "Welcome to Hollywood"[O] (Mitchel Musso)                   | Bryan Todd Andreas Carlsson                                                                           | 24. "Judge Me Tender"                        | N/A                                             |       |
| "Every Part of Me"                                          | Adam Watts Andy Dodd                                                                                  | 29. "Miley Says Goodbye? Part 1"             | N/A                                             | [ 6 ] |
| "Mixed Up"                                                  | Kara DioGuardi Marti Frederiksen                                                                      | 30. "Miley Says Goodbye? Part 2"             | N/A                                             | [ 6 ] |
| "Just a Girl"[P]                                            | Toby Gad Arama Brown                                                                                  | N/A                                          | N/A                                             | [ 6 ] |
| "I Wanna Know You"[M]                                       | Chen Neeman Jeannie Lurie Aris Archontis                                                              | N/A                                          | N/A                                             | [ 6 ] |

## Hannah Montana: The Movie: 2009
| Titlu                                                  | Autor(i)                                   | Ref.  |
| ------------------------------------------------------ | ------------------------------------------ | ----- |
| "The Best of Both Worlds" (2009 Movie Mix)             | Matthew Gerrard Robbie Nevil               | [ 7 ] |
| "The Good Life"                                        | Matthew Gerrard Bridget Benenate           | [ 7 ] |
| "Game Over" (Steve Rushton)                            | Steve Rushton Antony Westgate Nigel Clark  | [ 7 ] |
| "Everything I Want" (Steve Rushton)                    | Steve Rushton                              | [ 7 ] |
| "Backwards" (Rascal Flatts)                            | Marcel Tony Mullins                        | [ 7 ] |
| "Bless the Broken Road" (Rascal Flatts)                | Bobby Boyd Jeff Hanna Marcus Hummon        | [ 7 ] |
| "Don't Walk Away" (Miley Cyrus)                        | Miley Cyrus John Shanks Hillary Lindsey    | [ 7 ] |
| "Dream" (Miley Cyrus)                                  | John Shanks Kara DioGuardi                 | [ 7 ] |
| "Back to Tennessee"[X] (Billy Ray Cyrus)               | Billy Ray Cyrus Tamara Dunn Matthew Wilder | [ 7 ] |
| "Crazier" (Taylor Swift)                               | Taylor Swift Robert Ellis Orrall           | [ 7 ] |
| "Hoedown Throwdown" (Miley Cyrus)                      | Adam Anders Nikki Hassman                  | [ 7 ] |
| "Butterfly Fly Away" (Miley Cyrus and Billy Ray Cyrus) | Glen Ballard Alan Silvestri                | [ 7 ] |
| "The Climb" (Miley Cyrus)                              | Jessi Alexander Jon Mabe                   | [ 7 ] |
| "You'll Always Find Your Way Back Home"                | Taylor Swift Martin Johnson                | [ 7 ] |
| "Spotlight"                                            | Scott Cutler Anne Preven                   | [ 7 ] |
| "What's Not to Like"                                   | Matthew Gerrard Robbie Nevil               | [ 7 ] |

## Sezonul patru: 2010–2011
| Titlu                                                                      | Autor(i)                                                                       | Prima apariție                                | Ultima apariție                | Ref.  |
| -------------------------------------------------------------------------- | ------------------------------------------------------------------------------ | --------------------------------------------- | ------------------------------ | ----- |
| "Are You Ready"[X]                                                         | Toby Gad BC Jean Lyrica Anderson                                               | 1. "Sweet Home Hannah Montana"                | N/A                            | [ 8 ] |
| "Ordinary Girl"                                                            | Toby Gad Arama Brown                                                           | 2. "Hannah Montana to the Principal's Office" | N/A                            | [ 8 ] |
| "Need a Little Love" (with Sheryl Crow)                                    | Jaime Houston                                                                  | 4. "It's the End of the Jake as We Know It"   | N/A                            | [ 8 ] |
| "Been Here All Along"                                                      | Jennie Lurie Aris Archontis Chen Neeman                                        | 6. "Been Here All Along"                      | 10. "Can You See the Real Me?" | [ 8 ] |
| "Que Sera"                                                                 | Toby Gad BC Jean Denise Rich                                                   | 6. "Been Here All Along"                      | 8. "Hannah's Gonna Get This"   | [ 8 ] |
| "I'm Still Good"                                                           | Jennie Lurie Aris Archontis Chen Neeman                                        | 6. "Been Here All Along"                      | N/A                            | [ 8 ] |
| "Love That Let's Go" (with Billy Ray Cyrus)                                | Adam Anders Nikki Hassman                                                      | 7. "Love That Let's Go"                       | N/A                            | [ 8 ] |
| "Gonna Get This"[X]                                                        | Niclas Molinder Joacim Persson Johan Alkenas Drew Ryan Scott                   | 8. "Hannah's Gonna Get This"                  | 9. "I'll Always Remember You"  |       |
| "Gonna Get This"[X] (featuring Iyaz)                                       | Niclas Molinder Joacim Persson Johan Alkenas Drew Ryan Scott                   | 8. "Hannah's Gonna Get This"                  | N/A                            | [ 8 ] |
| "Barefoot Cinderella"                                                      | Jaime Houston James Dean Hicks                                                 | 9. "I'll Always Remember You"                 | 13. "Wherever I Go"            | [ 8 ] |
| "I'll Always Remember You"                                                 | Mitch Allan Jessi Alexander                                                    | 9. "I'll Always Remember You"                 | 13. "Wherever I Go"            | [ 8 ] |
| "Wherever I Go"[X]                                                         | Adam Watts Andy Dodd                                                           | 9. "I'll Always Remember You"                 | 9. "I'll Always Remember You"  | [ 8 ] |
| Untitled Narrative Songs[X] (Jason Earles, Moises Arias and Tammin Sursok) | N/A                                                                            | 9. "I'll Always Remember You"                 | N/A                            |       |
| "Kiss It Goodbye"                                                          | Niclas Molinder Joacim Persson Jakob Hazell Charlie Masson Christoffer Wikberg | 11. "Kiss It All Goodbye"                     | 13. "Wherever I Go"            | [ 8 ] |
| "Feels Like the Right Time"[X] (Billy Ray Cyrus and Dolly Parton)          | N/A                                                                            | 11. "Kiss It All Goodbye"                     | N/A                            |       |
| "Wherever I Go"[X] (featuring Emily Osment)                                | Adam Watts Andy Dodd                                                           | 13. "Wherever I Go"                           | N/A                            |       |